# Aleks Syntek y la Gente Normal
Aleks Syntek y la Gente Normal est un groupe de rock mexicain.

## Biographie
Formé en 1984, il est intégré par Aleks Syntek, León Chiprut et Michel Rojkind. Tout au long de sa carrière, il collabore avec des artistes tels que Sasha Sokol, Sabo Romo de Caifanes, et Ray Manzarek, claviériste fondateur du groupe The Doors, ainsi que le directeur musical Eric Calvi.
Leur deuxième album, Más fuerte de lo que pensaba, devient le succès le plus commercial du groupe, certifié disque d'or pour plus de 250 000 exemplaires vendus.
Les chansons les plus mémorables pour en mentionner certaines sont El Camino, Una pequeña parte de ti, Más fuerte de lo que pensaba, Unos quieren subir, Mis impulsos sobre ti, La Fe de antes, Sin ti, Lindas criaturitas, Volando bajo, Bienvenido a la vida  et La Tierra por conquistar.

## Discographie
- 1991 : ¡Hey tú!
- 1994 : Más fuerte de lo que pensaba
- 1995 : Bienvenido a la vida
- 1997 : Lugar Secreto